# Christopher Lima da Costa
Christopher Lima da Costa (Libreville, 19 januari 1988) is een Santomees atleet die uitkomt op de 100 m sprint. Hij werd geboren in Gabon.

## Loopbaan
Lima da Costa deed in 2011 mee aan de wereldkampioenschappen in het Zuid-Koreaanse Daegu; ondanks een persoonlijk record van 11,61 s werd hij in de voorronde uitgeschakeld.
Een jaar later nam hij deel aan de Olympische Spelen in Londen, waar hij opnieuw uitkwam op de 100 m, maar in de voorrondes werd uitgeschakeld met een tijd van 11,56. 
In 2013 kwam Lima da Costa voor het derde jaar op rij uit op een groot kampioenschap. Op de WK in Moskou liep hij een tijd van 11,79 en bleef hiermee wederom in de voorrondes steken.

## Persoonlijk record
| Onderdeel | Prestatie | Datum           | Plaats |
| --------- | --------- | --------------- | ------ |
| 100 m     | 11,56 s   | 4 augustus 2012 | Londen |